# Mughiphantes styriacus
Mughiphantes styriacus là một loài nhện trong họ Linyphiidae.
Loài này thuộc chi Mughiphantes. Mughiphantes styriacus được Konrad Thaler miêu tả năm 1984.